# شانكار بالاسوبرامانيان
السير شانكار بالاسوبرامانيان (من مواليد 30 سبتمبر 1966)  هو كيميائي بريطاني من أصل هندي وأستاذ هيرشيل سميث  في الكيمياء الطبية في قسم الكيمياء بجامعة كامبريدج، وقائد مجموعة أول في معهد أبحاث السرطان في المملكة المتحدة في كامبريدج وزميل في كلية الثالوث في كامبريدج. وهو معروف بمساهماته في مجال الأحماض النووية. وهو المؤسس العلمي لشركة سوليكسا والبيومودال (المعروفة سابقًا باسم كامبرديج ابيجينتكس (بالإنجليزية: Cambridge Epigenetix)).

## التعليم
وُلِد شانكار بالاسوبرامانيان في مدينة مدراس الهندية (والمعروفة حاليا باسم تشيناي) بالهند عام 1966، وانتقل إلى المملكة المتحدة مع والديه في عام 1967. نشأ في منطقة ريفية خارج رانكورن، تشيشير، وتلقى تعليمه في مدرسة دارزبيري الابتدائية، ثم مدرسة أبلتون هول الثانوية (التي اندمجت منذ ذلك الحين لتشكيل مدرسة بريدجووتر الثانوية). اصل دراسة العلوم الطبيعية في كلية فيتزويليام، في جامعة كامبريدج، حيث حصل على درجة البكالوريوس من عام 1985 إلى عام 1988 واستمر في الحصول على درجة الدكتوراه للبحث في آلية تفاعل إنزيم كوريزمات سينثاز تحت إشراف كريس أبيل (1988-1991).

## المسيرة العملية والأبحاث
بعد حصوله على درجة الدكتوراه، سافر بالاسوبرامانيان إلى الولايات المتحدة كزميل بحثي وعمل في مجموعة ستيفن بنكوفيك في جامعة ولاية بنسلفانيا (1991-1993).
دأ مسيرته الأكاديمية المستقلة في عام 1994 في جامعة كامبريدج وظل هناك منذ ذلك الحين، أولاً كمحاضر بالكلية، ثم محاضر جامعي (1998)، ومحاضر جامعي في الكيمياء الحيوية (2003) وأستاذ في الكيمياء الحيوية (2007). تم تعيينه مؤخرًا أستاذًا للكيمياء الطبية في هيرشيل سميث في عام 2008.
ويدير أيضا مختبرات الأبحاث في قسم الكيمياء، وأيضًا معهد أبحاث السرطان في الحرم الجامعي الطبي الحيوي في كامبريدج. ومن بين طلاب الدكتوراه السابقين له جوليان هوبرت.

في الآونة الأخيرة، اخترع بالاسوبرامانيان واستخدم طرقًا كيميائية جديدة لدراسة التغيرات الجينية لقواعد الحمض النووي بما في ذلك تسلسل الدقة القاعدية الفردية لـ 5-فورميل سيتوزين و5-هيدروكسي ميثيل سيتوزين و5-ميثيل سيتوزين.

## الأوسمة والجوائز
- جائزة ويلكوم غلاكسو للكيمياء العضوية المبتكرة لعام 1998
- جائزة كورداي - مورغان وجائزة الجمعية الملكية للكيمياء لعام 2002[22]
- جائزة مولارد من الجمعية الملكية لعام 2009 [23]
- مبتكر العام 2010 من مجلس أبحاث التكنولوجيا الحيوية والعلوم البيولوجية[24]
- مبتكر تجاري للعام 2010 من مجلس أبحاث التكنولوجيا الحيوية والعلوم البيولوجية
- 2011 تم انتخابه زميلاً في أكاديمية العلوم الطبية (FMedSci)[25]
- 2012 تم انتخابه زميلاً في الجمعية الملكية (FRS)[26]
- 2012 تم انتخابه عضوًا في المنظمة الأوروبية لعلم الأحياء الجزيئي (EMBO)[3]
- جائزة تيتراهيدرون 2013[27]
- ميدالية وجائزة هيتلي من الجمعية الكيميائية الحيوية لعام 2014[28]
- ميدالية جمعية البحوث الكيميائية الهندية لعام 2015[29]
- تم تعيينه في عام 2017 فارس البكالوريوس في تكريمات العام الجديد 2017 لخدماته في مجال العلوم والطب.[30]
- الميدالية الملكية 2018[31]
- جائزة الألفية للتقانة 2020[32]
- جائزة الريادة في علوم الحياتية لعام 2022[33]
- 2023 عضو دولي منتخب في الأكاديمية الوطنية للعلوم[34]
- جائزة كندا غيردنر الدولية 2024[35]